# فريدا ليند
فريدا ليند (بالإنجليزية: Freda Linde)‏ هي كاتبة للأطفال ومترجمة وكاتِبة جنوب أفريقية، ولدت في 12 ديسمبر 1915 في سويليندام ‏ في جنوب أفريقيا، وتوفيت في 7 مارس 2013.